# Clasă socială superioară

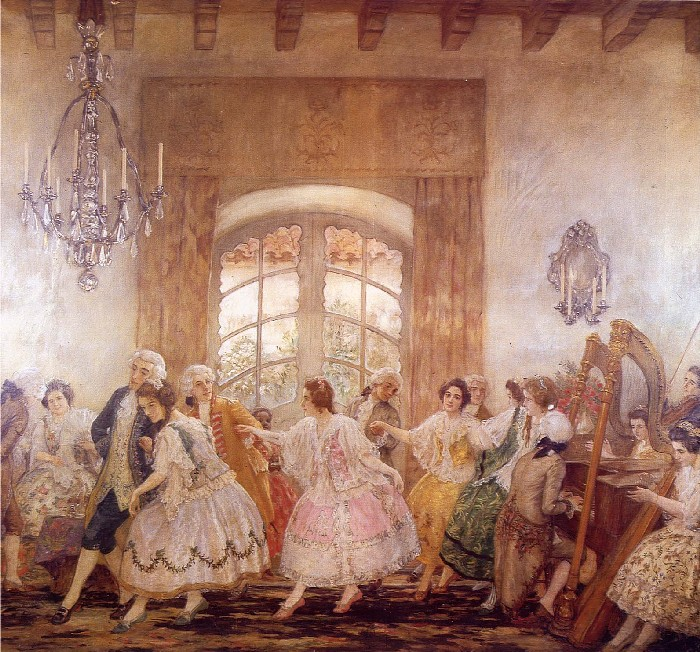
Bal în Santiago de Chile.
Pictură de

În societățile moderne, clasa socială superioară (în engleză upper class) este clasa socială compusă din cei mai bogați membri ai societății, care dețin și cea mai mare putere politică. Conform acestei viziuni, clasa socială superioară se caracterizează printr-o imensă bogăție care este moștenită din generație în generație. Până în secolul XX, era folosit mai des termenul „aristocrație”.
Deoarece clasele superioare pot să nu mai conducă societatea în care trăiesc, sunt pomenite mai ales ca „vechea aristocrație”, care este, de obicei, distinctă din punct de vedere cultural de noile persoane din clasa de mijloc, recent îmbogățite. Există tendința ca acestea din urmă să domine viața publică în social-democrațiile moderne. Conform acestui punct de vedere, împărtășit de vechea aristocrație, nicio valoare a averii sau a celebrității individuale nu face ca o persoană obișnuită să devină membră a clasei sociale superioare, pentru că este nevoie ca cineva să se fi născut într-o familie aristocrată și să fi fost educat într-o anume manieră pentru a putea împărtăși valorile, tradițiile și normele acestei clase sociale (ergo prin drept ereditar). Se folosesc frecvent termeni de tipul „clasa mijlocie superioară”, „clasa de mijloc” și „clasa muncitoare” pentru a desemna nivelele stratificării sociale.

## Legături externe
- en Number of households with net-worths over one million dollars
- en Relationship between income and education